# Audio Bullys
Audio Bullys est un groupe de musique électronique du Royaume-Uni fondé en 2001 par Simon Franks et Tom Dinsdale.
Les deux membres du groupe sont originaires de la banlieue ouest de Londres. 
Ego War, leur premier album, sort en été 2003. Le duo livre son second opus en septembre 2005. Intitulé Generation, ce CD comprend un remix de Bang Bang (My Baby Shot Me Down), un des succès de Nancy Sinatra, remix intitulé Shot Me Down.
Leur titre Gimme that Punk fait partie de la bande originale du jeu vidéo All Points Bulletin.

## Discographie

### Albums
- Hooligan House (2003)
- Ego War (2003)
- Generation (2005)
- Higher Than The Eiffel (2010)

### Singles
Provenant de Ego War:
- We Don't Care (2003)
- The Things/Turned Away (2003)
- Way Too Long (2003)